# Porcari
Porcari ist eine italienische Gemeinde in der Provinz Lucca in der Toskana mit 8840 Einwohnern (Stand 31. Dezember 2023).

## Geografie

Lage der Gemeinde Porcari in der Provinz Lucca

Porcari liegt etwa 10 Kilometer östlich der Provinzhauptstadt Lucca und 52 km westlich der Regionalhauptstadt Florenz in der Luccheser Ebene in der klimatischen Einordnung italienischer Gemeinden in der Zone D, 1 676 GG.
Zur Gemeinde gehören die Ortsteile (Fraktionen) Fratina (19 m), Padule (13 m) und Rughi.
Die Nachbargemeinden sind Altopascio, Capannori und Montecarlo.

## Geschichte
Porcari wird in erstmals in einem langobardischen Dokument von 780 erwähnt. Der Ort lag an der Via Francigena und der Via Cassia. Seit dem 11. Jahrhundert hatte Porcari eine Burg. Sie diente bis in das 15. Jahrhundert der Verteidigung Luccas und wurde später abgetragen. Politisch gehörte Porcari zu Lucca und kam mit diesem Gebiet schließlich zu Italien.
Seit 1913 ist Porcari selbständige Gemeinde, vorher gehörte der Ort zu Capannori.
In der Wirtschaft ist vor allem die Papierindustrie wichtig. Der Ort ist Sitz der Hauptverwaltung des zweitgrößten europäischen Tissuepapierherstellers Sofidel mit einem weltweiten Umsatz von rund 2 Milliarden Euro.

## Sehenswürdigkeiten

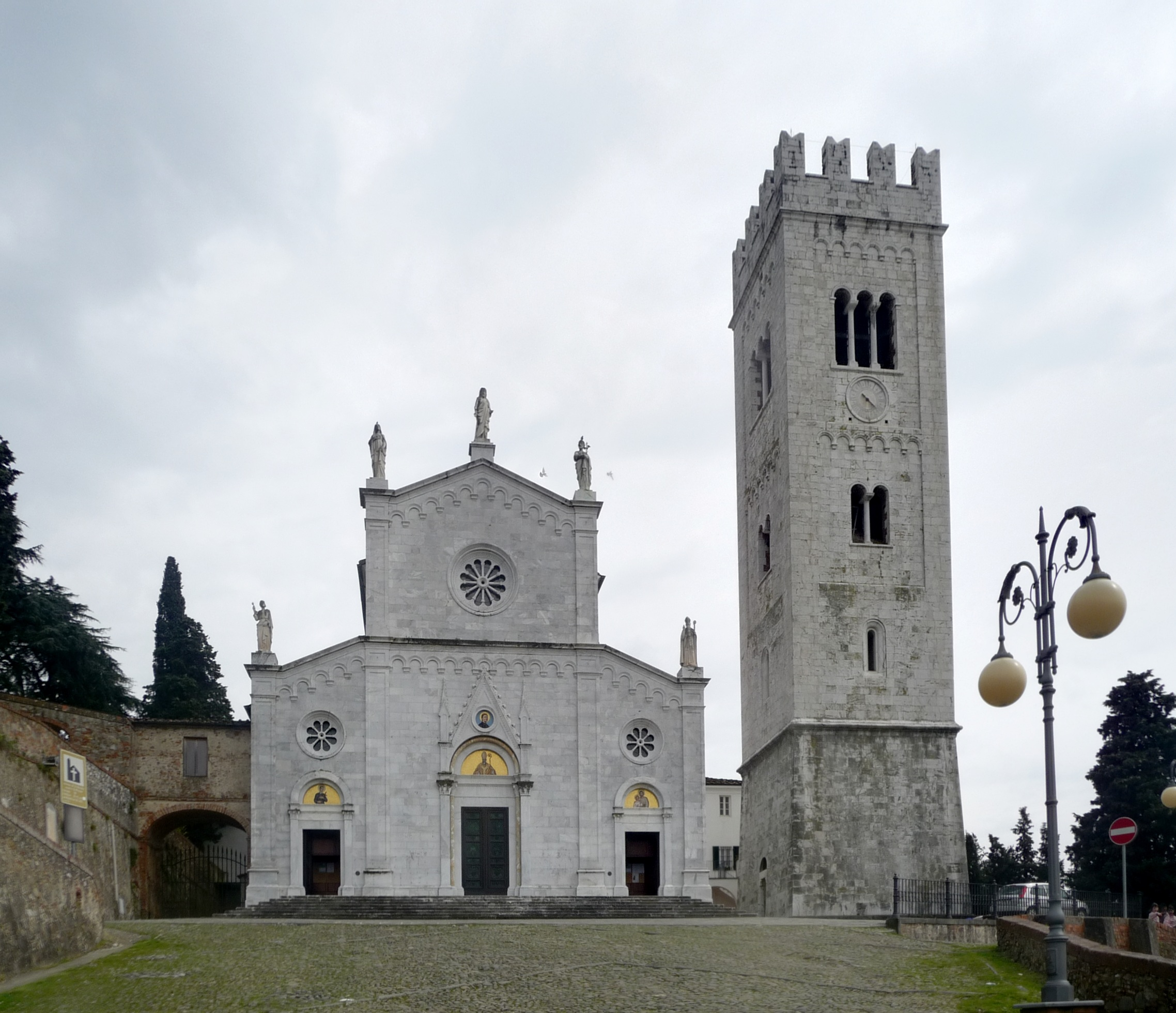
Die Kirche San Giusto im Ortskern

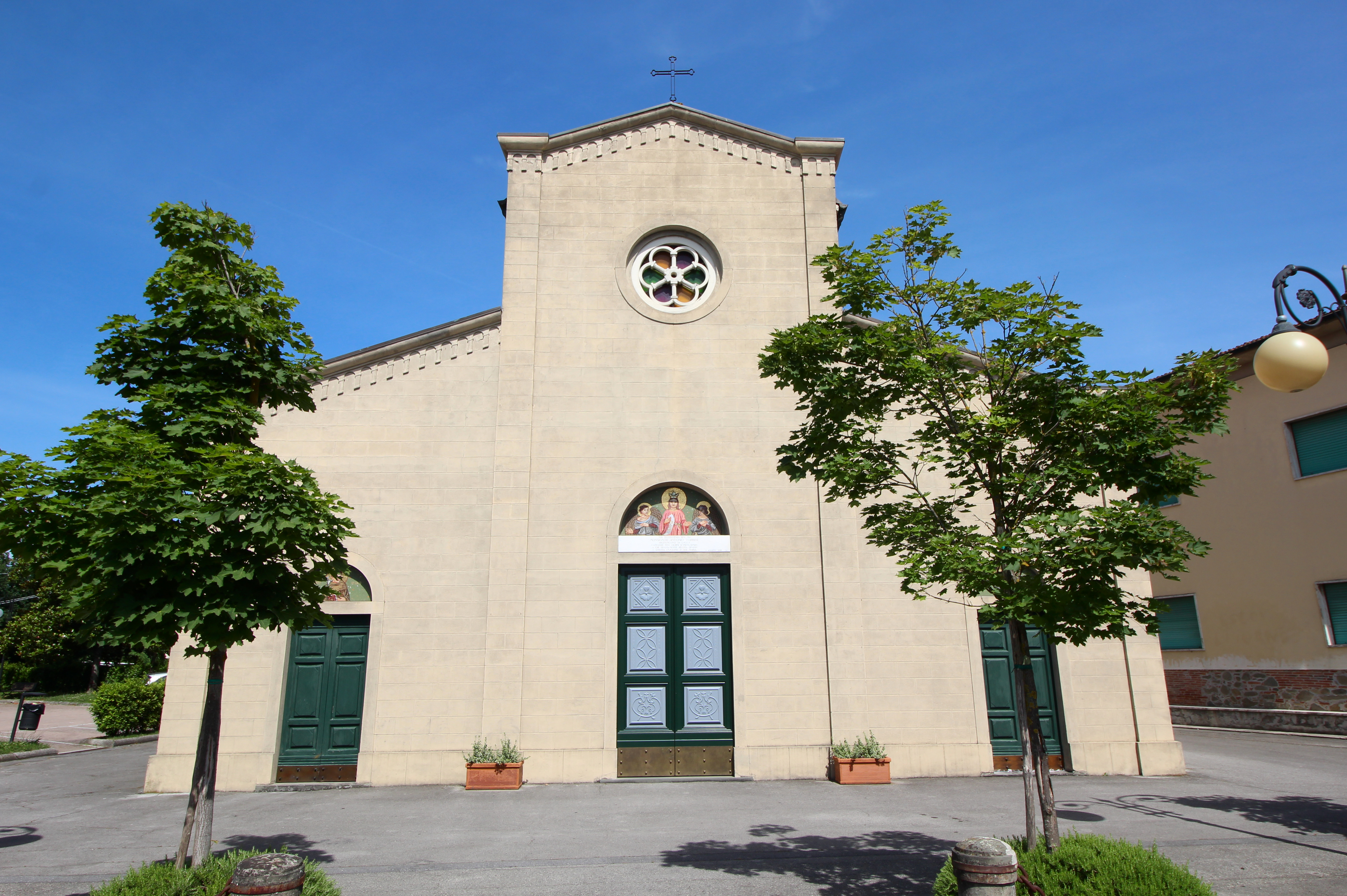
Natività di Maria, Kirche im Ortsteil Rughi

- Chiesa di San Giusto, Kirche, die an der Stelle der alten Kirche von San Giovanni Battista im 15. Jahrhundert entstand. Wurde 1745 wesentlich erneuert und erst mit der Fertigstellung der Fassade 1884 vollendet. Enthält einen Freskenzyklus von Michele Marcucci aus dem frühen 20. Jahrhundert.[5]
- Chiesa della Natività di Maria, Kirche im Ortsteil Rughi. Entstand als Gebetshaus des Hospitals von Rughi, das im 12./13. Jahrhundert erwähnt wurde, und wurde 1456 erstmals als Oratorio di S. Maria di Rughi dokumentiert. 1931/33 wurde die Kirche erweitert und restauriert. Weitere Restaurierungen fanden 1982 und 2015 statt.[6] Enthält das Tafelgemälde Madonna e il Bambino tra San Girolamo e un Martire eines unbekannten Künstlers aus Lucca aus dem 16. Jahrhundert.[5]
- Sacro Cuore di Gesù, Kirche im Ortsteil Padule, die 1912/1913 entstand.[7]
- Fossa Nera, Archäologische Grabungsstätte. Bei den Grabungen 1987 wurden Reste eines Dorfes aus der Bronzezeit, Reste einer etruskischen Siedlung und römische Bauten gefunden.[8]

## Verkehr
- Porcari liegt an der Autobahn A 11, die Florenz mit Pisa und Lucca verbindet. Der Ort hat keine eigene Anschlussstelle, die nächstgelegenen sind Capannori im Südwesten (ca. 3 km vom Ort entfernt) und Altopascio im Südosten (ca. 6 km vom Ort entfernt).
- Die Gemeinde hat den Bahnhof Porcari (ca. 1 km südlich des Ortskerns) an der Bahnstrecke Florenz-Viareggio.